# Действие 27 марта 1942
Бой 27 марта 1942 года (англ. Action of 27 March 1942) — бой между кораблём-ловушкой ВМС США и подводной лодкой кригсмарине Третьего рейха, произошедший в Атлантическом океане в 300 милях от Норфолка во время Второй мировой войны.

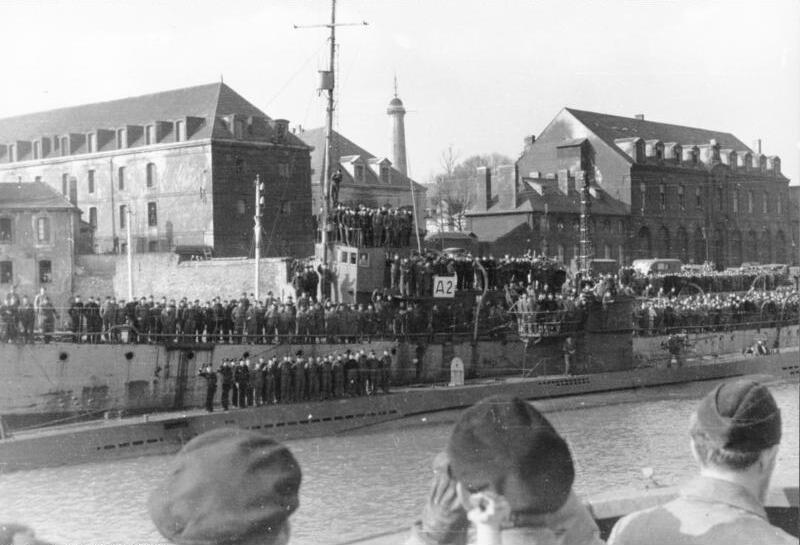
U-123 в Лорьяне, февраль 1942-го

## Ход боя
Изначально «Атик» (USS Atik) являлся торговым кораблём SS Carolyn, переоборудованным с началом Второй мировой войны в корабль-ловушку (англ. Q-boat). 
«Атик» имел экипаж из 141 человека и был вооружен четырьмя 4-дюймовыми (100 мм) морскими орудиями, восемью пулемётами и шестью пушками. Командовал кораблем лейтенант Гарри Линнвуд Хикс.
В 17:00 27 марта подводная лодка U-123 под командованием капитан-лейтенанта Рейнхарда Хардегена (48 членов экипажа и вооружение в виде торпедно-минных и артиллерийских установок) обнаружили «Атик» и спустя более двух часов преследования, в 19:37, выпустила торпеды G7e с поверхности, одна из которых угодила в американский корабль. «Атик» загорелся и начал крениться.
Командир «Атика» решил, по-видимому, что единственный способ заманить подводную лодку в радиус действия его орудий — это спустить спасательную шлюпку, которая будет опущена по правому борту. Трюк сработал, и когда U-123 маневрировала вокруг кормы Атика, был открыт огонь со всего вооружения, включая глубинные заряды. Первые залпы не попали по подводной лодке, но американским пулемётчикам удалось слегка повредить мостик и смертельно ранить вражеского мичмана.
Сразу после того, как американцы открыли огонь, командир подводной лодки приказал отстреливаться из палубного оружия, уходя из радиуса действия орудий и пулемётов «Атика» перед погружением, но в 21:29 снова атаковал, чтобы добить корабль. После очередной перестрелки и попадания в корабль ещё одной торпедой «Атик» всё ещё оставался в основном на плаву, но медленно погружаясь. После этого американский экипаж стал эвакуироваться, поэтому немцы перестали считать «Атик» угрозой и всплыли в 22:27, чтобы посмотреть. Через двадцать три минуты, в 22:50, «Атик» взорвался, а затем образовался огненный шторм, убив всех 141 американских моряков. 
Один немецкий моряк был похоронен в море через десять минут после гибели американского корабля, а затем U-123 ушла. 
Сигнал SOS был получен тремя близлежащими американскими военными кораблями, эскадренным миноносцем типа «Клемсон» USS Noa, USS Asterion и USS Sagamore, но когда они прибыли, не было ничего, кроме обломков; американские военные самолёты также искали несколько дней, хотя были найдены только обломки и пять пустых спасательных шлюпок.